# Kala-e-Seradž
Kala-e-Seradž je palác nacházející se v Mehtar Lámu v provincii Laghmán v Afghánistánu. Nechal ho postavit amír Habibulláh Chán přibližně v letech 1912 až 1913 jako své zimní sídlo. V roce 2020 místní úředníci utratili za přestavbu paláce 22 milionů AFN.

## Popis
Palác má dvě budovy, čtyři věže a mešitu.